# 大浪池

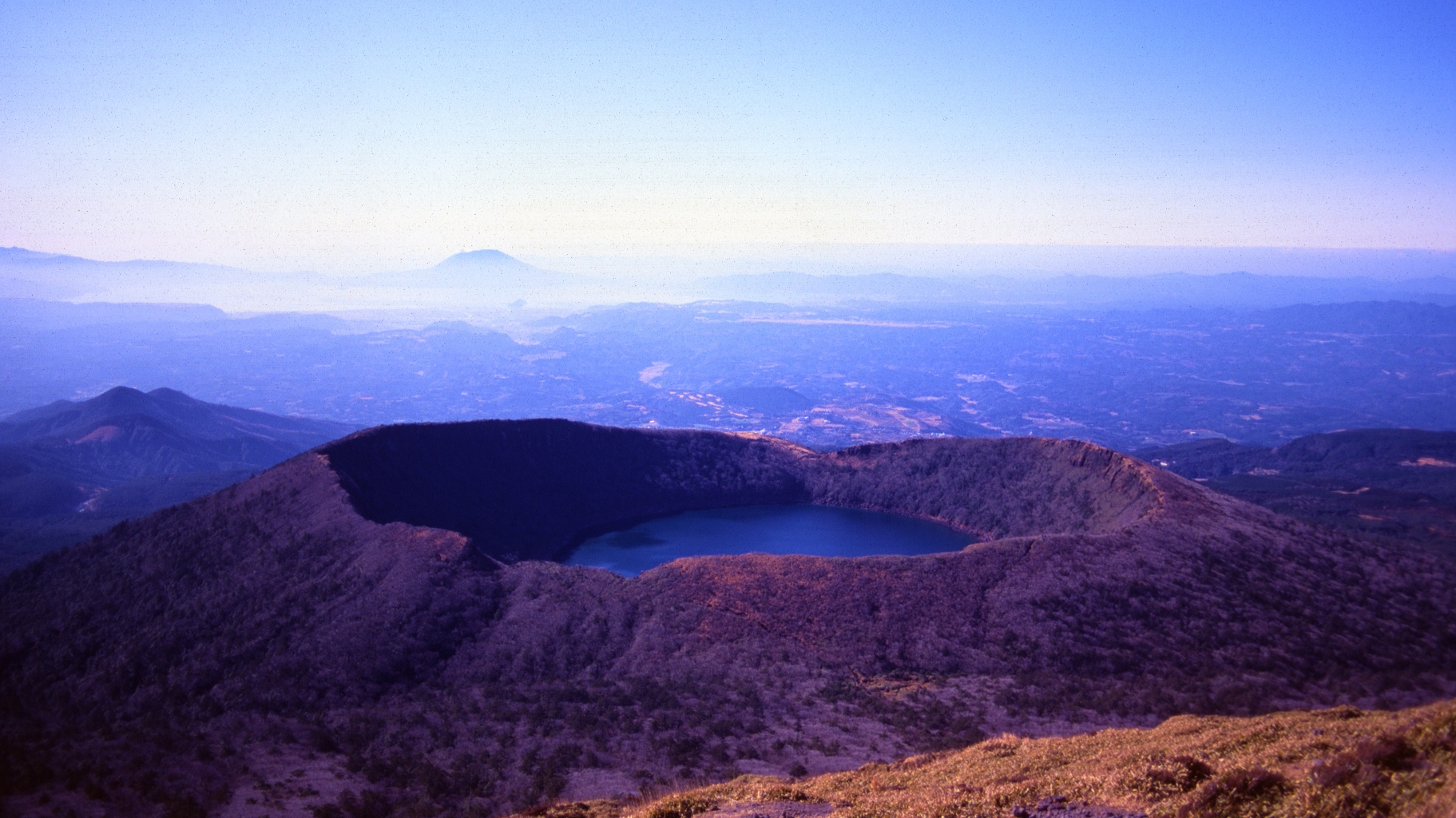
韓国岳からみた大浪池。遠くに桜島

大浪池（おおなみのいけ、おおなみいけ）は、鹿児島県霧島市の北東部、霧島山にある直径630m、周囲約2km、ほぼ円形の火口湖。古くは大波池とも呼ばれていた。

## 概要
霧島山の火山活動によって約4万年前に形成された火口の跡に水がたまってできた。この火口から噴出した大量の軽石が周辺の地層に残されており、イワオコシ軽石と呼ばれている。池の水深は11.6mで暗青緑色を呈し、透明度が高いため池底まで見通すことができる。水質は強い酸性（pH=5.20）であるが、フナが生息している。池から流出する川はない。池を擁する火山の標高は1412m、水面の標高は1241mである。神龍が住むという伝説がある。
南西側にある大浪池登山口（霧島市と宮崎県小林市とを結ぶ宮崎県道・鹿児島県道1号小林えびの高原牧園線が起点）から池まで登山道があり（片道約40分）、また池の周囲には遊歩道（一周約2時間）が整備されている。前者は道の全ての部分が石畳で整備されており、後者はミヤマキリシマやクマザサの藪多い登山道となっている。
大浪池登山口には霧島市が2013年度（平成25年度）に退避壕（収容可能人数29人）を設置している。避難小屋に1963年（昭和38年）に鹿児島県が設置した「大浪池休憩舎」があるが、総務省九州管区行政評価局による調査が行われた2015年（平成27年）時点では老朽化により使用禁止になっている。なお、韓国岳との鞍部に韓国岳避難小屋がある。
秋にはカエデやアカマツなどが色づき見頃となる。また、冬期には結氷する。
1959（昭和34）年2月13日に、新燃岳が小規模爆発の後、14:50に爆発的噴火が発生。その際、新燃岳火口の西北西約3kmにある警察無線中継所(大浪池火口南側外縁部に設置されていたもの。現在は撤去され国土交通省の設備が設置されている場所)が噴石による被害を受けた。

## 名称の由来
大浪池の名称の由来については池面に波が立つ様子から名付けられたとの説に加えて次のような伝説がある。近くの村に子供のいない夫婦がおり、山の神に祈ったところ女の子を授かり「お浪」と名付けた。美人であったため18歳になったとき結婚の申し込みをいくつも受けたが断り続けた。ある夜、彼女は山の池に飛び込み実は竜神の化身だったというもので、「お浪の池」がやがて「大浪の池」と呼ばれるようになったといわれる。